# Sebastian de Neufville

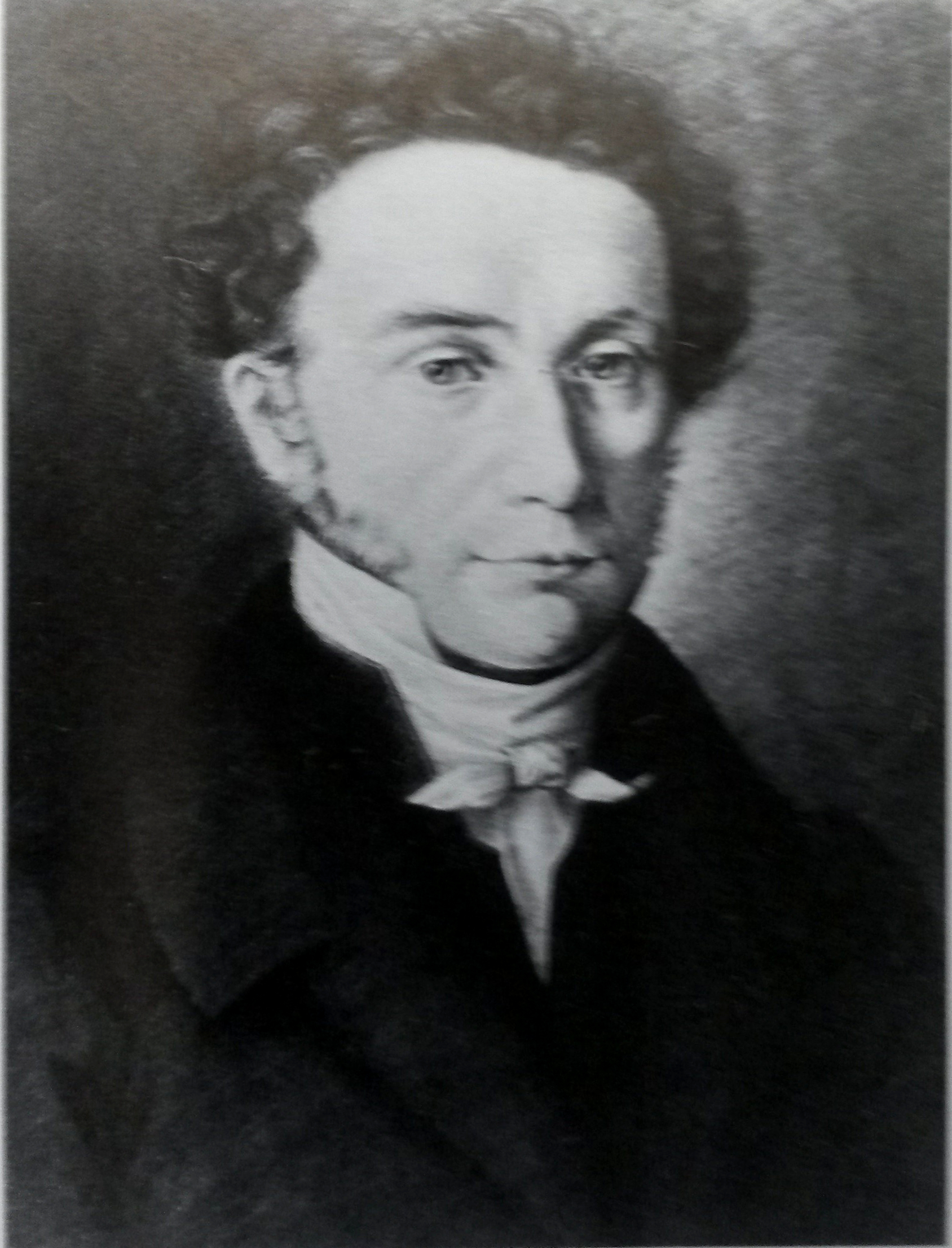
Sebastian de Neufville

Sebastian de Neufville (* 20. Juli 1790 in Frankfurt am Main; † 5. Mai 1849 ebenda) war ein deutscher Bankier und Politiker.
Sebastian de Neufville war der Sohn des Bankiers Johann Georg de Neufville (1753/1757–1819), Teilhaber des Bankhaus D. & J. de Neufville in Frankfurt. 1819 heiratete er Johanna Sara de Neufville-Hotze (1797–1857).
1834 wurde er Senator, 1836 Deputierter im Rechneiamt, 1847 jüngerer Bürgermeister der Freien Stadt Frankfurt.
Am 25. Oktober 1848 wählten die Bürger Sebastian de Neufville, der preußenfreundliche Positionen vertrat, in die Constituierende Versammlung der Freien Stadt Frankfurt.
Er war 1837 Initiator der „De Neufville’sche Familienstiftung“ und 1841 einer Stiftung zum Ankauf von „Armenäckern“, einer Art frühen Schrebergärten.